# Брийя-Саварен, Мари Фредерик
Мари Фредерик Брийя-Саварен (фр. Marie Frédéric Brillat-Savarin; 1768—1832) — французский военный деятель, полковник (1813 год), шевалье (1813 год), участник революционных и наполеоновских войн.

## Биография
Родился в семье королевского прокурора и адвоката Парламента Марка Брийя, сеньора Пюжьё (фр. Marc Anthelme Brillat-Savarin, seigneur de Pugieu; 1730—1790) и его супруги Авроры Рекамье (фр. Claudine Aurore Récamier; 1725—1802), прозванной «Красавицей Авророй» (фр. la Belle Aurore). Старший брат Фредерика, Жан Брийя-Саварен (фр. Jean Anthelme Brillat-Savarin; 1755—1826), был известным юристом и гастрономом.
Начал военную службу 1 сентября 1793 года квартирмейстером-казначеем 1-го гренадерского батальона волонтёров департамента Эн. 1 октября того же года переведён с чином старшего аджюдана в 11-й батальон волонтёров Эна. Служил в Альпийской армии. 8 июля 1796 года 11-й батальон влился в состав 22-й полубригады лёгкой пехоты. В кампании 1796-97 годов действовал в составе Итальянской армии Бонапарта. В 1798 году определён с 22-й полубригадой в состав Восточной армии и принял участие в Египетской экспедиции. В 1801 году возвратился во Францию. С 1803 по 1804 годы служил в гарнизоне Безансона.
25 февраля 1804 года был произведён в командиры батальона, и возглавил 2-й батальон 26-го полка лёгкой пехоты, который располагался в лагере Амблетёз. Под началом полковника Пуже сражался в рядах дивизии Леграна в кампаниях 1805-07 годов. Отличился при Аустерлице и штурме Любека. 6 февраля 1807 года ранен пулей в голову при Гофе. Вновь проявил себя при Эйлау, Гейльсберге и Кёнигсберге. Полковник Пуже так охарактеризовал Брийя-Саварена: «он был образцом точности, другом порядка и дисциплины, пунктуальным и послушным, холодным в мирских делах, но надёжным и преданным другом. Он был застенчив и сторонился мира, хотя у него было хорошее образование и очень приятные таланты. Но я сомневаюсь, что он был бы так же хорош в салоне, как и на поле боя, где он был достоин восхищения. Он сохранял невозмутимое хладнокровие перед лицом врага, качество гораздо более редкое, чем можно было бы подумать».
6 сентября 1808 года Брийя-Саварен был переведён в 28-й полк линейной пехоты с производством в майоры. В новой должности занимался обучением новобранцев в полковом депо. В 1810 году сформировал временный батальон и сопроводил его на театр боевых действий в Испании. Вернувшись во Францию, 10 января 1811 года в Париже женился на Дезире Петибон (фр. Désirée Antoinette Petitbon; 1791—), от которой имел двоих сыновей. 27 апреля 1811 года определён с чином майора в 45-й полк линейной пехоты.
28 января 1813 года получил звание полковника, и был назначен командиром нового 134-го полка линейной пехоты. В составе 17-й пехотной дивизии 5-го корпуса Великой Армии участвовал в Саксонской кампании 1813 года. 19 августа 1813 года при Лёвенберге был ранен пулей в правую руку.
12 мая 1814 года, после первой Реставрации Бурбонов, 134-й полк был расформирован и 13 октября 1814 года Брийя-Саварен переведён на половинное жалование. Во время «Ста дней» присоединился к Императору и 26 мая 1815 года возглавил полк Национальной гвардии. 10 июля 1816 года окончательно вышел в отставку.
Умер 4 октября 1836 года в возрасте 67 лет.

## Титулы
- Шевалье Брийя-Саварен и Империи (фр. chevalier Brillat-Savarin et de l'Empire; патент подтверждён 14 августа 1813 года в Сен-Клу)[2][3].

## Награды
Легионер ордена Почётного легиона (14 июня 1804 года)
 Офицер ордена Почётного легиона (14 мая 1807 года)